# Écriture batak
Pour les articles homonymes, voir Batak.

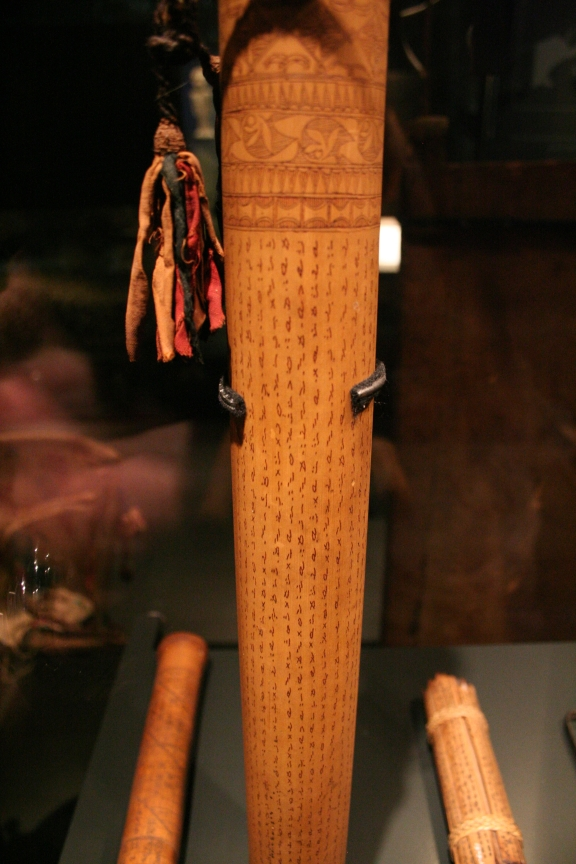
Bambou recouvert d’inscriptions en écriture batak (Rijksmuseum voor Volkenkunde, Leyde, Pays-Bas)

L’écriture batak est un alphasyllabaire de type brahmique utilisé pour transcrire les langues batak, parlées par les Batak, un peuple qui habite dans la province indonésienne de Sumatra du Nord.

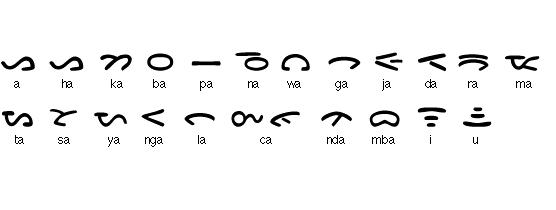
Représentation de l’alphabet batak

Ses caractères Unicode se situent entre 1BC0 et 1BFF.